# Guy Marchoul
Guy Marchoul, né le 4 novembre 1965 à Anderlecht, est un footballeur belge, qui évoluait comme défenseur latéral droit ou axial. Formé au Sporting d'Anderlecht, il y reste toute sa carrière, à l'exception de deux saisons où il est prêté, d'abord au Lierse, ensuite à Alost. Il prend sa retraite en 1995 alors qu'il n'a que 30 ans.

## Carrière
Guy Marchoul s'affilie au Sporting d'Anderlecht en 1973, et joue dans toutes les équipes de jeunes, jusqu'à son intégration au noyau A en 1985. Il joue son premier match le 9 mars 1986 face à Waterschei. Il en joue deux autres avant la fin de la saison et remporte un premier titre de champion de Belgique. L'année suivante, il prend part à quatre matchs de championnat, et remporte un nouveau titre de champion. Il remporte deux fois de suite la Coupe de Belgique lors des deux saisons suivantes, mais il ne joue la finale d'aucune des deux éditions. Rarement titulaire, il fait néanmoins partie du onze de départ lors de la finale de la Coupe des coupes 1990, perdue par Anderlecht face à la Sampdoria. Il ne joue que deux matchs la saison suivante, un en championnat et un en Coupe d'Europe, ce qui le pousse à quitter le club après un nouveau sacre en championnat.
Guy Marchoul est prêté au Lierse pour la saison 1991-1992, où il joue plus souvent. En fin de saison, il décide de revenir à Anderlecht pour tenter à nouveau de s'y imposer. Mais il ne joue que treize matchs en deux saisons, ponctuées néanmoins par deux nouveaux titres de champion national. Il joue son dernier match pour les mauves le 13 avril 1994 en Ligue des champions face au Werder Brême. Anderlecht remporte également la Coupe de Belgique 1994, mais il ne joue aucun match de toute la compétition. Il est alors à nouveau prêté pour la saison suivante, cette fois à l'Eendracht Alost. Il joue également très peu chez les ajuinen. Son prêt terminé et son contrat n'étant pas prolongé par la direction anderlechtoise, il décide de mettre un terme à sa carrière de joueur professionnel.

### Statistiques saison par saison
Les données de ce tableau sont reprises de ce site.
| Saison    | Club            | Pays  | Compétition                   | Matchs | Buts |
| --------- | --------------- | ----- | ----------------------------- | ------ | ---- |
| 1985-1986 | RSC Anderlecht  |       | Division 1                    | 3      | 0    |
| 1986-1987 | RSC Anderlecht  |       | Division 1                    | 4      | 0    |
| 1987-1988 | RSC Anderlecht  |       | Division 1                    | 8      | 0    |
| 1987-1988 | RSC Anderlecht  |       | Coupe de Belgique             | 3      | 0    |
| 1987-1988 | RSC Anderlecht  |       | Coupe des clubs champions     | 1      | 0    |
| 1988-1989 | RSC Anderlecht  |       | Division 1                    | 11     | 0    |
| 1988-1989 | RSC Anderlecht  |       | Coupe de Belgique             | 2      | 0    |
| 1988-1989 | RSC Anderlecht  |       | Coupe des vainqueurs de Coupe | 1      | 0    |
| 1989-1990 | RSC Anderlecht  |       | Division 1                    | 12     | 0    |
| 1989-1990 | RSC Anderlecht  |       | Coupe de Belgique             | 1      | 0    |
| 1989-1990 | RSC Anderlecht  |       | Coupe des vainqueurs de Coupe | 7      | 0    |
| 1990-1991 | RSC Anderlecht  |       | Division 1                    | 1      | 0    |
| 1990-1991 | RSC Anderlecht  |       | Coupe de Belgique             | 0      | 0    |
| 1990-1991 | RSC Anderlecht  |       | Coupe UEFA                    | 1      | 0    |
| 1991-1992 | Lierse          |       | Division 1                    | 19     | 0    |
| 1992-1993 | RSC Anderlecht  |       | Division 1                    | 3      | 0    |
| 1992-1993 | RSC Anderlecht  |       | Coupe de Belgique             | 1      | 0    |
| 1993-1994 | RSC Anderlecht  |       | Division 1                    | 6      | 0    |
| 1993-1994 | RSC Anderlecht  |       | Coupe de Belgique             | 0      | 0    |
| 1993-1994 | RSC Anderlecht  |       | Ligue des champions           | 1      | 0    |
| 1994-1995 | Eendracht Alost |       | Division 1                    | 3      | 0    |
| Total     | Total           | Total | Total                         | 88     | 0    |

### Palmarès
- 5 fois champion de Belgique en 1986, 1987, 1991, 1993 et 1994 avec Anderlecht.
- 3 fois vainqueur de la Coupe de Belgique en 1988, 1989 et 1994 avec Anderlecht[note 1].
- Finaliste de la Coupe des vainqueurs de Coupe en 1990 avec Anderlecht.